# Букашник
Бука́шник (лат. Jasióne) — род двудольных цветковых растений, включённый в семейство Колокольчиковые (Campanulaceae).

## Название
Научное название рода — Jasione — было впервые употреблено Карлом Линнеем в 1735 году. Оно происходит от древнегреческого названия, обозначавшего некое растение, широко применявшееся в медицине.

## Ботаническое описание
Букашники — многолетние, двулетние или однолетние травянистые растения с ветвистым стеблем, в нижней части обычно деревянистым. Листья очерёдные, различной формы, с в различной степени зубчатым краем.
Цветки мелкие, собранные в большом количестве (иногда до 300) в головчатые соцветия на концах побегов. Чашечка пятидольчатая. Венчик обычно синего цвета, актиноморфный, разделён почти до самого основания на пять ланцетовидных лепестков. Тычинки сросшиеся в основании, в количестве пяти. Пестик с булавовидным столбиком и 2—3-дольчатым рыльцем.
Плод — полушаровидная коробочка с многочисленными, обычно блестящими яйцевидными семенами.

## Ареал
Виды рода Букашник в дикой природе распространены в Средиземноморье — Южной Европе и Северной Африке.

## Классификация

### Таксономия
Jasione L., 1753, Sp. Pl. : 928
Род Букашник относится к семейству Колокольчиковые (Campanulaceae) порядка Астроцветные (Asterales). Кладограмма в соответствии с Системой APG IV по состоянию на июнь 2023 года:
|  |                                      |  |                                   |                                   |                           |  | ещё 10 семейств |              |              |                                                            |
|  |                                      |  |                                   |                                   |                           |  |                 |              |              | 14 подтвержденных видов и 7 видов, ожидающих подтверждения |
|  |                                      |  |                                   | порядок Астроцветные              |                           |  |                 |              | род Букашник |                                                            |
|  |                                      |  |                                   | порядок Астроцветные              |                           |  |                 |              | род Букашник |                                                            |
|  | отдел Цветковые, или Покрытосеменные |  |                                   |                                   | семейство Колокольчиковые |  |                 |              |              |                                                            |
|  | отдел Цветковые, или Покрытосеменные |  |                                   |                                   |                           |  |                 |              |              |                                                            |
|  |                                      |  | ещё 63 порядка цветковых растений | ещё 63 порядка цветковых растений |                           |  |                 | ещё 88 родов | ещё 88 родов |                                                            |
|  |                                      |  |                                   | ещё 63 порядка цветковых растений |                           |  |                 |              | ещё 88 родов |                                                            |

### Виды
- Jasione bulgarica Stoj. & Stef., 1921
- Jasione cavanillesii C.Vicioso, 1946
- Jasione corymbosa Poir., 1813
- Jasione crispa (Pourr.) Samp., 1921 — Букашник курчавый
- Jasione foliosa Cav., 1796
- Jasione heldreichii Boiss. & Orph., 1859 — Букашник Хельдрейха
- Jasione idaea Stoj., 1926
- Jasione laevis Lam., 1779 — Букашник многолетний
- Jasione maritima (Duby) L.M.Dufour ex Merino, 1906
- Jasione montana L., 1753 — Букашник горный
- Jasione orbiculata Griseb. ex Velen., 1891
- Jasione penicillata Boiss., 1838
- Jasione sphaerocephala Brullo, Marcenò & Pavone, 1981
- Jasione supina Sieber ex Spreng., 1824

### Синонимы
- Jasionella Stoj. & Stef.
- Ovilla Adans.
- Urumovia Stef.